# Vickers Warwick
Die Vickers Warwick war ein Militärflugzeug des britischen Herstellers Vickers, das ursprünglich als schwerer Bomber konzipiert wurde. Aufgrund des Mangels an geeigneten Triebwerken wurde die Maschine nicht wie vorgesehen eingesetzt, sondern vorwiegend in der Seenotrettung, der U-Boot-Bekämpfung und als Transportflugzeug im Zweiten Weltkrieg. Parallel zur Vickers Wellington entwickelt, wird sie auch als deren „großer Bruder“ bezeichnet. Insgesamt wurden 844 Maschinen aller Varianten hergestellt.

## Geschichte

### Vorgeschichte
Nachdem im Juni 1934 die durch die Genfer Konvention auferlegten Beschränkungen des Leergewichts von Bombenflugzeugen (3000 kg und ein Triebwerk) aufgehoben worden waren, forderte der Generalstab der RAF (Air Staff) und das Directorate of Technical Development (DTD) die Entwicklung neuer zweimotoriger schwerer Bomber. Die Ausschreibung B.1/35 führte zu einigen konzeptionellen Vorschlägen verschiedener Flugzeughersteller. Entsprechend den Vorgaben durfte die Spannweite 30,5 m (100 ft) nicht überschreiten, es sollten aber die leistungsfähigsten, damals in Entwicklung befindlichen Triebwerke verwendet werden. Dies waren der Napier Sabre, Rolls-Royce Vulture und der Bristol Centaurus. Die Unschlüssigkeit über das letztendlich einzusetzende Triebwerk war einer der Hauptgründe für die Nemesis des Entwurfs.

### Ausschreibung
B.1/35 forderte eine Bombenlast von 900 kg (2000 lb), eine Marschgeschwindigkeit nahe an 320 km/h (200 mph), eine Reichweite von 2400 km (1500 mls) und eine Einsatzhöhe von mindestens 4900 m (16.000 ft). Die Abwehrbewaffnung sollte aus kraftbetätigten Drehtürmen im Rumpfbug, auf dem Rumpfrücken und am Heckende bestehen. Die Flugmasse sollte im Bereich von 18.000 kg (40.000 lb) liegen.
Bei einer gemeinsamen Besprechung aller Bieterfirmen am 30. Mai 1935 wurden die Entwürfe von Airspeed, Armstrong-Whitworth, Boulton Paul, Fairey, Handley Page und Vickers (Aviation) analysiert. Danach wurde der von Rex Pierson entworfene Type 284 von Vickers ausgewählt. Bei der Entscheidung spielte auch eine Rolle, dass Vickers die Konstruktion des Type 290 Wellington abgeschlossen hatte, bei dem die gleiche geodätische Bauweise verwendet werden sollte, wie sie Vickers auch für die B.1/35 vorgeschlagen hatte. Dadurch konnten beide Baumuster parallel im Weybridge-Werk hergestellt werden. Die oft zu lesende Behauptung, dass die Warwick als Nachfolger der Wellington vorgesehen war, entspricht also nicht den Tatsachen.

### Prototypen
Am 7. Oktober erhielt Vickers den Auftrag zum Bau eines Prototyps des Type 284 (RAF-Serienr. K8178) mit dem Auslieferungstermin Juli 1937. Ursprünglich plante Vickers, zwei 1300 PS leistende Bristol Hercules HE.1.SM Sternmotoren als Antrieb einzusetzen. Man änderte die Triebwerkswahl jedoch noch in der Entwurfsphase auf zwei Napier Sabre. Im Januar 1936 wurde dann eine Reichweite von 3200 km (2000 mls) bei Dauerleistung und im Mai 1936 eine Bombenlast von 3600 kg (8000 lb) gefordert.
Im Januar 1937 wurde dann die Verwendung von Vulture-Triebwerken vorgeschlagen. In einer Vertragsergänzung vom 2. Juli 1937 erhielt Vickers den Auftrag zum Bau eines zweiten Prototyps (Type 401, L9704) mit zwei Napier Sabre und Vulture-Triebwerken als Alternative entsprechend einer offiziellen Anweisung nach der ein Wechsel auf einen anderen Triebwerkstyp innerhalb von 48 Stunden möglich sein musste. Wegen der Unsicherheiten bei der Triebwerkswahl entschloss man sich im Oktober 1937 zum Bau einer vollmaßstäblichen Attrappe. Als Termin für den Erstflug war nun Ende 1938 vorgesehen.
Für die B.1/35 mit Sabre-Triebwerken war die Bezeichnung Type 400 vorgesehen, im April 1940 ließ man diese Variante jedoch fallen, da die gesamte Sabre-Produktion Jagdflugzeugen vorbehalten sein sollte. Der erste Prototyp sollte nach einem Mitte 1938 gefassten Beschluss nun endgültig mit Vulture-Motoren ausgerüstet werden. Für den zweiten Prototyp L9704 wurde am 25. Januar 1939 die Verwendung von zwei Bristol Centaurus bestätigt.
Am 13. August 1939, zwei Jahre später als ursprünglich geplant, fand schließlich der Erstflug der B.1/35 mit Joseph „Mutt“ Summers am Steuer statt. Nach sechs Flugminuten traten Probleme mit dem Vergasergestänge eines Vulture-Motors auf, sodass der Flug abgebrochen werden musste. K8178 diente anschließend als fliegender Prüfstand für zwei Vulture II aus der frühen Serienfertigung. Kurz nach Weihnachten 1940 wurde die Maschine zu Bristol überführt, wo sie der weiteren Erprobung des Bristol Centaurus diente.
Der zweite Prototyp hatte, ebenfalls mit dem Testpiloten Summer, am 7. April 1940 seinen Erstflug. In der Folgezeit diente die Maschine vorwiegend der Erprobung des neu entwickelten Centaurus-Motors. Anschließend wurden beim Aeroplane and Armament Experimental Establishment (A&AEE) in Boscombe Down Versuche mit verschiedenen Höhen- und Seitenrudern durchgeführt. Nachdem klar war, dass weder der Centaurus noch ein anderes britisches Triebwerk in den notwendigen Stückzahlen zur Verfügung stehen würde, konstruierte Bristol die B.1/35 so um, dass nun US-amerikanische Pratt & Whitney R-2800-S4A1-G-Triebwerke verwendet werden konnten. Erst im Juli 1941 erreichten die Motoren England und wurden eingebaut. Ab Juli 1943 diente diese Maschine schließlich zur Erprobung der für die Vickers Windsor vorgesehenen Heck-MG-Abwehrstände. Anschließend wurde der zweite Prototyp verschrottet.

### Serienbau
Am 28. Dezember 1940 erhielt Bristol den Auftrag zum Bau von 250 B.1/35 und das Baumuster wurde auf den Namen Warwick getauft. 150 Exemplare sollten als Warwick B.I mit Pratt-&-Whitney-Motoren und die restlichen 100 als Type 413 B.II mit Centaurus-Mk.IV-Triebwerken ausgestattet werden. Man nahm offensichtlich an, dass bis zum Produktionszeitpunkt der Mk. II genügend Centaurus zur Verfügung stehen würden. Bei Auftragserteilung ging man davon aus, dass die erste Serienmaschine (BV214) spätestens Ende 1941 ausgeliefert werden könnte, tatsächlich machte sie ihren Erstflug erst am 19. April 1942. 14 Tage nach Beginn der Abnahmeflüge beim A&AEE stürzte die Maschine am 26. August 1942 ab, weil sich die Stoffbespannung über der geodätischen Struktur der linken Tragfläche gelöst hatte. Das A&AEE bestand darauf, dass Vickers die Befestigung der Bespannung verbessert und erst im Dezember 1942 konnte die Ersatzmaschine BV224 geliefert werden.
Zu diesem Zeitpunkt war der ursprüngliche Auftrag zum Bau von 250 Maschinen bereits geändert worden. Dies war hauptsächlich darin begründet, dass die Zulieferung der Pratt-&-Whitney-Motoren nur sporadisch erfolgte. Außerdem kamen Zweifel an der Eignung der Warwick für die ihr zugedachte Aufgabe wegen vieler technischer Probleme auf. So wurden lediglich 16 Warwick B.I abgeliefert, die alle für Versuchszwecke eingesetzt wurden. Weitere 41 bereits produzierte Zellen für die B.I wurden später für die ASR-Variante verwendet. Von der Bomberversion B.II wurde lediglich ein Exemplar produziert, wonach das Air Ministry endgültig entschied, dass die Warwick nicht im Bomber Command eingesetzt werden würde.
Bereits 1942 liefen Beratungen über die Verwendung des Baumusters, die mit dem Vorschlag endeten die Warwick im Bereich der Air-Sea Rescue (ASR) oder als Transportflugzeug einzusetzen. Entsprechend erhielt Vickers am 28. August 1942 einen Vertrag zum Umbau von 14 Exemplare der B.I-Serie (RAF-Serienr. BV243 bis BV256), um sie als Transportflugzeuge bei BOAC (zivile Kennzeichen G-AGEX bis G-AGFK) einsetzen zu können. Unter anderem wurden hierfür 12 Passagiersitze und Vorrichtungen für Langstreckentanks installiert. Die erste C.I (G-AGEX) machte ihren Erstflug am 23. Februar 1943. BOAC setzte die Flugzeuge nur kurzzeitig auf Strecken nach Nordafrika und zum Mittelmeer ein, sodass sie im August wieder zurück zur RAF transferiert und bei den Squadrons No. 167 und No. 525 in Großbritannien eingesetzt wurden.

### Air-Sea-Rescue (ASR)
Im Januar 1943 verfügte der Director of Operational Requirements (DOR), dass sich die zukünftige Entwicklung auf die Verwendung zur Seerettung (Air-Sea-Rescue) konzentrieren soll. Hierzu sollte entweder ein Rettungsboot oder die Lindholme-Lebensrettungsausrüstung mitgeführt werden. Letztere bestand aus einem Dinghy, Überlebensausstattung und Wasser- und Nahrungsmittelcontainern. Der Jachtkonstrukteur Uffa Fox entwarf ein Rettungsboot, das dicht unter dem Rumpf mitgeführt und bei Geschwindigkeiten zwischen 160 und 200 km/h mit Hilfe von sechs Fallschirmen abgesetzt werden konnte.

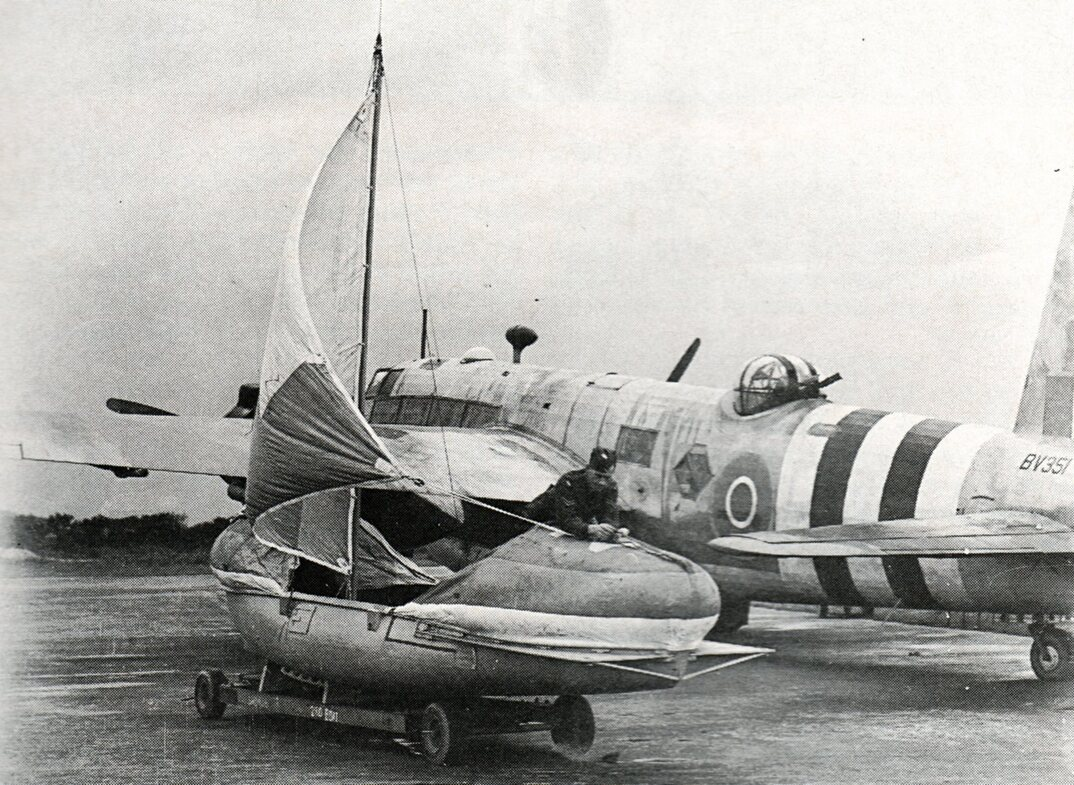
Ein Uffa-Fox-Rettungsboot vor einer Warwick

Dieser volle ASR-Standard konnte erst nach und nach erreicht werden. Im Mai 1943 erhielt Vickers einen Auftrag über 40 Maschinen, wobei die ersten aus vorhandenen B.I-Zellen umgebauten Exemplare (Type 462) zwei Sätze der Lindholme-Lebensrettungsausrüstung, aber kein Rettungsboot trugen. Das erste Flugzeug, das auch das 730 kg schwere Rettungsboot mitführen konnte, war die BV228. Die zehn folgenden Serienflugzeuge nach diesem Standard wurden als Warwick ASR Stage A bezeichnet. Im August 1943 wurde diese Variante für Einsatzflüge freigegeben. Die nachfolgende Warwick ASR Stage B war zusätzlich mit einem ASV-Mk.II-Radargerät (Air-to-Surface-Vessel) und mit Yagi-Antennen unter dem Vorderrumpf und unter den Tragflächen ausgerüstet. Gebaut wurden 20 Stage-B-Flugzeuge und Einsatzsquadrons zugewiesen. Die letzte Variante (Stage C) erhielt die Bezeichnung Warwick ASR Mk.I. Die ersten Maschinen trugen noch ein verbessertes Boot der ersten Serie, währenddessen Uffa Fox ein neues größeres Rettungsboot entwarf. Dieses war 10 m lang bei einem Gewicht von 1630 kg, was zur Folge hatte, dass keine Lindholme-Lebensrettungsausrüstung mitgeführt werden konnte und sich die Reichweite um 240 km verringerte. Vickers erhielt den Auftrag zum Bau von 205 Warwick ASR Mk. I und der abschließenden Variante ASR Mk. VI, die Double Wasp R-2800-2SBG-Triebwerke erhielt und von der 94 Maschinen gebaut wurden.

### General Reconnaissance (GR)
Unter General Reconnaissance fasste man die Aufgaben Seeaufklärung und U-Boot-Bekämpfung zusammen. Auch die Warwick wurde wie andere ursprünglich für andere Aufgaben konzipierte Baumuster, für die „Allgemeine Aufklärung“ eingesetzt. Nachdem 1943 schließlich der Bristol Centaurus in ausreichenden Stückzahlen zur Verfügung stand, wurde er in der 2500 PS leistenden Variante Centaurus Mk.VII für die Warwick GR. Mk.II (Type 496) verwendet. Charakteristisch war das unter dem Rumpfbug unter einer blasenförmigen Verkleidung installierte ASV-Mk.III- oder Mk.VIB-Radargerät. Spätere Ausführungen erhielten eine verlängerte Rückenflosse zur Behebung von Fluginstabilitäten. Gebaut wurden 118 GR.II in zwei Ausführungen: 3/4 der Produktion (Type 473) erhielten Vorrichtungen zum Mitführen von drei 18 in. oder zwei 24 in. Torpedos, wahlweise konnte auch eine Bombenlast von 12.250 lb transportiert werden. Die zweite Ausführung erhielt ein Leigh-Light unter dem Rumpf und konnte 12 bis 15 Wasserbomben transportieren. Bei einigen Flugzeugen konnten statt des Suchscheinwerfers 12 RP-3 60-lb-Raketenprojektile mitgeführt werden.
Ende 1944 entwickelte Vickers eine Variante GR.II Met für meteorologische Forschungszwecke und für die Navigationsschulung in großen Höhen. Hierzu wurden bei der GR.II u. a. die Bombenabwurfeinrichtungen und das Bug-MG entfernt sowie eine Sauerstoffversorgung für die Besatzung eingebaut. Von den ursprünglich bestellten 90 Maschinen wurden aber nur 14 Stück tatsächlich fertiggestellt.
Die letzte GR-Variante war die GR Mk.V (Type 474), bei der der obere Abwehrturm durch zwei Abwehrstände in den Rumpfseiten ersetzt wurde. Durch die Gewichtseinsparung und den verringerten Luftwiderstand vergrößerte sich die Reichweite um 240 km. Der wieder eingeführte Leigh-Suchscheinwerfer war hier einziehbar gestaltet und es konnten keine Raketen-Projektile mitgeführt werden. Der Prototyp flog im April 1944, gefolgt von der ersten Serienmaschine am 20. Juni 1944. Insgesamt wurden in zwei Losen 210 GR.V gebaut.

### Transport (C.III)
Im April 1943 erhielt Vickers den Auftrag zum Bau von 100 Maschinen der Transportervariante C.III (Type 460), die mit zwei Pratt & Whitney R-2800-S1A4G-Triebwerken ausgerüstet waren. Diese Flugzeugen sollten die Vickers-Wellington-Transporter unterstützen. Die geringe Anzahl von 100 Stück wurde mit der Vordringlichkeit der Seerettungsausführungen begründet. Die C.III entsprach im Wesentlichen den B.I-Ausführung, hatte aber sämtliche Bewaffnung entfernt, wobei die Einbaustellen der Drehtürme vorne und hinten aerodynamisch verkleidet wurden. Ein auffallender äußerer Unterschied zur C.I war die große Wanne unter dem Rumpf, in der vier je 567 L (125 gal.) fassende Tanks untergebracht waren. Die C.III war als Mehrzweckflugzeug konzipiert, so konnten 26 Soldaten oder 20 Fallschirmjäger transportiert werden. Letztere konnten durch die verbliebene Öffnung des ausgebauten, sich unter dem Rumpf befindlichen Abwehrturms abgesetzt werden. In der Ambulanzflugzeug-Konfiguration war es möglich sechs Patienten auf Liegen und zusätzlich zwei Betreuer unterzubringen. Neben der reinen Frachterversion gab es auch C.III mit einer Vorrichtung zum Schleppen von Lastenseglern.
Die erste Serienmaschine (HG215) wurde am 28. April 1944 ausgeliefert. Wie schon bei der C.I wurde auch hier das Ablösen der Stoffbespannung unter ungünstigen Bedingungen bemängelt. Beim RAF Transport Command war der Warwick deshalb ein Einsatz in Fernost, wegen der tropischen Temperaturen, untersagt.

### Weiterentwicklung
Vickers untersuchte auch eine Höhenbombervariante der Warwick, die auf der Fertigungsstraße der Wellington Mk.V und Mk.VI produziert werden sollte. Als Antrieb waren bei einer Einsatzhöhe von 13.000 m zwei Centaurus CE.5 MASM oder vier Merlin RM6SM vorgesehen. Die Bezeichnung des Projekts war anfangs Warwick Mk. III (Type 433). Nach einer späteren umfassenden Überarbeitung gemäß den Vorgaben der Specification B.5/41 erhielt es den neuen Namen Vickers Windsor.

## Varianten
| Type | Specification/ Variante | Anmerkung                                                                         |
| ---- | ----------------------- | --------------------------------------------------------------------------------- |
| 284  | B.1/35                  | Erster Prototyp K8178                                                             |
| 401  | B.1/35                  | Zweiter Prototyp, L9704, Centaurus-CE1SM-Triebwerke                               |
| 411  | B.1/35                  | Vorgesehene Serienausführung mit Vulture-II-Triebwerken                           |
| 413  | Warwick B.II            | Einziger Prototyp, BV216                                                          |
| 422  | Warwick B.II            | Vorgesehene Serienausführung mit P & W Double Wasp Triebwerken                    |
| 427  | B.1/35                  | Zweiter Prototyp, L9704 mit Double Wasp Triebwerken                               |
| 433  | Warwick III             | B.5/41, in Windsor umbenannt                                                      |
| 438  | Warwick IV              | Vorschlag für Transportervariante, Double Wasp Triebwerke                         |
| 444  | Warwick                 | Vorschlag für schwere Bombervariante                                              |
| 456  | Warwick C.I             | Transportervariante für BOAC                                                      |
| 460  | Warwick C.II            | Transportervariante für RAF                                                       |
| 462  | Warwick ASR.I           | Centaurus-angetriebene Serienausführung in den Stufen A, B und C                  |
| 468  | Warwick Mk. I           | L9704 für die Waffenerprobung der Windsor                                         |
| 469  | Warwick GR.II           | Torpedobombervariante mit Centaurus VII                                           |
| 472  | Warwick C.I             | Ex-BOAC Maschinen in RAF-Diensten                                                 |
| 473  | Warwick GR.II           | Wie Type 469, aber Bewaffnung mit Wasserbomben und Raketen                        |
| 474  | Warwick GR.V            | Drehturm auf dem Rumpfrücken entfernt                                             |
| 484  | Warwick C.IV            | Umbau des B.II-Prototyps BV216                                                    |
| 485  | Warwick ASR.VI          | ASR-Variante mit Double Wasp                                                      |
| 497  | Warwick                 | Vorschlag für Schulflugzeug, Hercules-Triebwerke                                  |
| 600  | Warwick                 | HG341 bis HG 345, Einsatz als Centaurus Prüfstand                                 |
| 605  | Warwick                 | Vorschlag für Schulflugzeug, Centaurus Triebwerke                                 |
| 606  | Warwick                 | Vorschlag für Variante zur Erprobung der Flugbetankung mit Flight Refuelling Ltd. |
| 611  | Warwick GR.II Met       | Serienvariante für meteorologische Dienste, Centaurus VI Triebwerke               |

## Produktionszahlen
Die Warwick wurde bei Vickers in Weybridge gebaut.
| Version  | Anzahl |
| -------- | ------ |
| B.I      | 57     |
| A.S.R.I  | 306    |
| BOAC C.I | 14     |
| G.R.II   | 133    |
| C.III    | 100    |
| G.R.V    | 236    |
| Summe    | 846    |

| Jahr              | Bomber | ASR/Transporter | Aufklärung | Anzahl |
| ----------------- | ------ | --------------- | ---------- | ------ |
| 1942              | 9      |                 |            | 9      |
| 1943              | 48     | 187             |            | 235    |
| 1944              |        | 221             | 84         | 305    |
| 1945 bis Mai 1946 |        | 12              | 285        | 297    |
| Summe             | 57     | 420             | 369        | 846    |

## Militärische Nutzer
Polen
- Polnische Luftstreitkräfte im Exil

 Südafrikanische Union
- South African Air Force

 Vereinigtes Königreich
- Royal Air Force

## Technische Daten
| Kenngröße             | Vickers Warwick ASR Mk.I                                                                      |
| --------------------- | --------------------------------------------------------------------------------------------- |
| Besatzung             | 6                                                                                             |
| Länge                 | 22,00 m                                                                                       |
| Spannweite            | 29,50 m                                                                                       |
| Höhe                  | 5,6 m                                                                                         |
| Flügelfläche          | 93,5 m²                                                                                       |
| Flügelstreckung       | 9,3                                                                                           |
| Leermasse             | 16.057 kg                                                                                     |
| Startmasse            | 17.230 kg                                                                                     |
| max. Startmasse       | 20.860 kg                                                                                     |
| Antrieb               | zwei Doppelsternmotoren Pratt & Whitney R-2800/S.1A4-G Double Wasp mit je 1.850 PS (1.380 kW) |
| Höchstgeschwindigkeit | 393 km/h in 1.980 m Höhe                                                                      |
| Dienstgipfelhöhe      | 5.800 m                                                                                       |
| Reichweite            | 3.200 km                                                                                      |
| Bewaffnung            | acht 7,7-mm-Browning-MGs                                                                      |